# Brucella abortus
Brucella abortus je gram-negativní kokovitá bakterie z rodu Brucella. Jedná se o nepohyblivou, striktně aerobní, kataláza pozitivní bakterii, která se kultivuje na tryptonovém nebo Brucella agaru při atmosféře 5-10 % CO2. Je původcem brucelózy skotu (též infekční zmetání skotu nebo Bangova vlnitá horečka). K infekci jsou vnímaví kromě skotu také další přežvýkavci (bizon, buvol, velbloud, ovce, koza, jelenovití), ale také kůň, drůbež, pes a člověk. Česká republika je od roku 1964 prostá bovinní brucelózy, to znamená, že od tohoto data nebyl zaznamenán jediný nález B. abortus u skotu.